# Варсан (Марказі)
Варсан (перс. ورسان) — село в Ірані, у дегестані Мазрае-Нов, у Центральному бахші, шахрестані Аштіан остану Марказі. За даними перепису 2006 року, його населення становило 128 осіб, що проживали у складі 51 сім'ї.

## Клімат
Середня річна температура становить 11,06 °C, середня максимальна – 29,48 °C, а середня мінімальна – -9,39 °C. Середня річна кількість опадів – 216 мм.
| Клімат поселення                              | Клімат поселення | Клімат поселення | Клімат поселення | Клімат поселення | Клімат поселення | Клімат поселення | Клімат поселення | Клімат поселення | Клімат поселення | Клімат поселення | Клімат поселення | Клімат поселення | Клімат поселення |
| Показник                                      | Січ.             | Лют.             | Бер.             | Квіт.            | Трав.            | Черв.            | Лип.             | Серп.            | Вер.             | Жовт.            | Лист.            | Груд.            |                  |
| Середній максимум, °C                         | 6,02             | 6,82             | 11,11            | 17,14            | 22,02            | 28,10            | 29,48            | 29,25            | 25,20            | 18,76            | 12,08            | 6,66             |                  |
| Середня температура, °C                       | −1,68            | −0,88            | 3,40             | 9,43             | 14,31            | 20,40            | 23,88            | 23,64            | 19,58            | 13,16            | 6,48             | 1,05             |                  |
| Середній мінімум, °C                          | −9,39            | −8,61            | −4,3             | 1,72             | 6,59             | 12,68            | 18,28            | 18,04            | 13,98            | 7,56             | 0,88             | −4,56            |                  |
| Норма опадів, мм                              | 30               | 32               | 41               | 30               | 26               | 3                | 1                | 1                | 0                | 8                | 17               | 27               |                  |
| Середньомісячна швидкість вітру, м/с          | 1.13             | 1.92             | 2.27             | 2.58             | 2.51             | 2.24             | 2.32             | 2.08             | 2.02             | 1.84             | 1.41             | 1.16             |                  |
| Середньомісячна сонячна радіація, кДж/м²·день | 9494             | 12427            | 15189            | 18521            | 22311            | 26827            | 26131            | 24147            | 21025            | 15635            | 11257            | 9102             |                  |
| --------------------------------------------- | ---------------- | ---------------- | ---------------- | ---------------- | ---------------- | ---------------- | ---------------- | ---------------- | ---------------- | ---------------- | ---------------- | ---------------- | ---------------- |
| Джерело:                                      |                  |                  |                  |                  |                  |                  |                  |                  |                  |                  |                  |                  |                  |